# 쉬하오훙
쉬하오훙(중국어: 許皓鋐, 허호횡, 2001년 4월 30일 ~ )은 타이완의 바둑 기사이다. 현재 대만기원 소속이다. 타이완기성전에서 우승했고 린하이펑프로바둑기전에서 2연패를 했다.

## 약력
4살 때 바둑을 시작했고, 2012년 세계마인드스포츠게임즈 청소년부 개인전에서 3위를 차지했다. 2013년 프로바둑에 입단했고 2014년 2단으로 승단했다. 2015년 린하이펑프로바둑기전 8강에 진출했다. 2016년 3단으로 승단했다. 춘란배 세계 바둑 선수권 대회에 타이완 대표로 출전했고 십단전 도전자가 되었으나 샤오정하오에게 패했다. 2017년 4단이 되었고 신인왕전에서 우승하고 기성전 결승에서 린쥔옌을 누르고 우승하여 5단으로 승단했다.
2018년 하찬석 국수배 영재바둑대회 세계 U17 영재전에서 1승 2패의 성적을 냈고 린하오펑프로바둑기전에서 우승했다. 2019년 린하오펑배에서도 우승하여 2연패를 차지했고, 중국 창기배 16강에 진출하고 6단으로 승단했다.